# Olivier Avilés
Olivier Avilés Gilabert (ur. 23 sierpnia 1988) – hiszpański kolarz górski, złoty medalista mistrzostw świata MTB.

## Kariera
Największy sukces w karierze Olivier Avilés osiągnął w 2005 roku, kiedy reprezentacja Hiszpanii w składzie: Rubén Ruzafa, Olivier Avilés, Rocío Gamonal i José Antonio Hermida zdobyła złoty medal w sztafecie cross-country podczas mistrzostw świata w Livigno. Był to jedyny medal wywalczony przez Avilésa na międzynarodowej imprezie tej rangi. Na tych samych mistrzostwach indywidualną rywalizację w cross-country juniorów zakończył na 45. pozycji. Jak dotąd nie wystąpił na igrzyskach olimpijskich.